# Campeonato Soviético de Xadrez de 1952
O Campeonato Soviético de Xadrez de 1952 foi a 20ª edição do Campeonato de xadrez da União Soviética, realizado em Moscou, de 29 de novembro a 29 de dezembro de 1952. A competição foi vencida por Mikhail Botvinnik. Botvinnik e Mark Taimanov jogaram um match desempate em uma melhor de seis partidas que terminou com a vitória de Botvinnik  por 3½-2½. Semifinais ocorreram nas cidades de Leningrado, Minsk, Riga e Sochi. Esta edição marcou a estreia do futuro desafiante ao título mundial Viktor Korchnoi. Pela primeira vez, nesse tipo de competição, os jogadores não podiam empatar suas partidas antes de 30 lances, a não ser com a anuência dos árbitros.

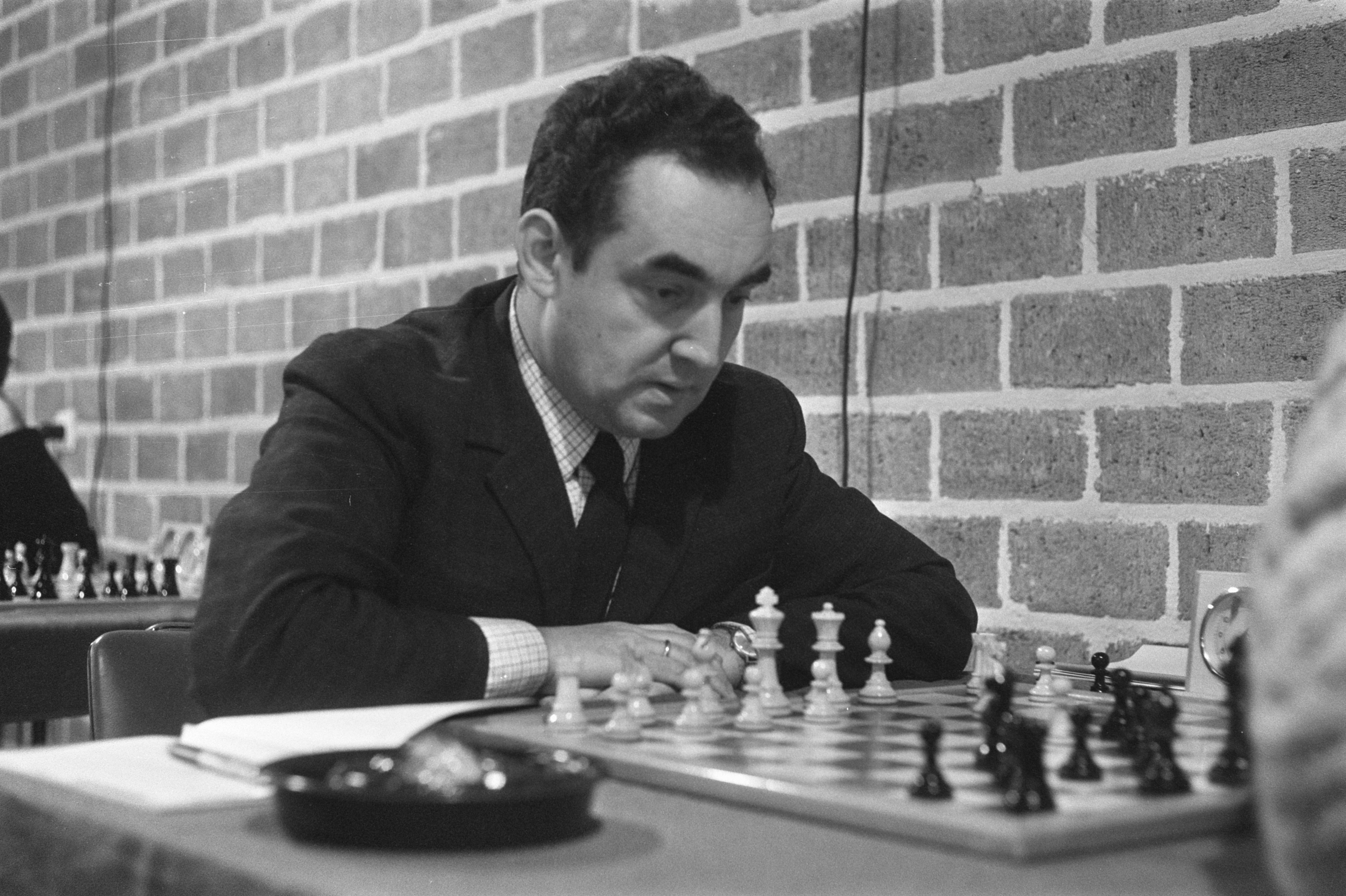
Mark Taimanov

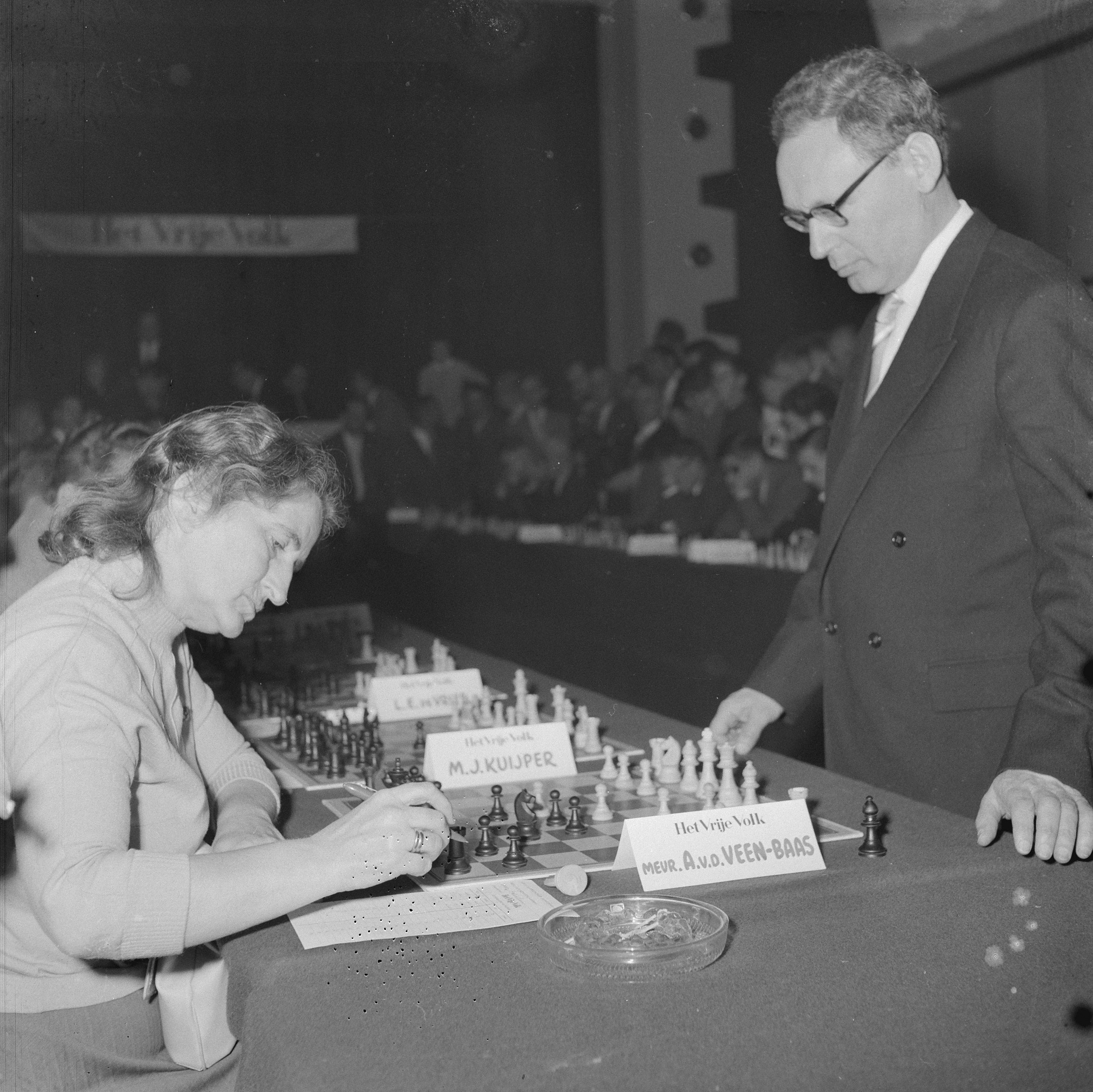
Botvinnik participa de uma exibição de partidas simultâneas

## Classificação e resultados
| N° | Jogador                     | 1 | 2 | 3 | 4 | 5 | 6 | 7 | 8 | 9 | 10 | 11 | 12 | 13 | 14 | 15 | 16 | 17 | 18 | 19 | 20 | Total |
| -- | --------------------------- | - | - | - | - | - | - | - | - | - | -- | -- | -- | -- | -- | -- | -- | -- | -- | -- | -- | ----- |
| 1  | Mikhail Botvinnik           | - | 0 | 1 | ½ | ½ | ½ | 1 | ½ | 1 | 1  | 1  | ½  | ½  | ½  | 1  | 1  | ½  | 1  | ½  | 1  | 13½   |
| 2  | Mark Taimanov               | 1 | - | 0 | ½ | 0 | 1 | 1 | ½ | ½ | 0  | ½  | 1  | 1  | 1  | 1  | 1  | 1  | ½  | 1  | 1  | 13½   |
| 3  | Efim Geller                 | 0 | 1 | - | 1 | 1 | ½ | ½ | 0 | 0 | ½  | 1  | ½  | 1  | 1  | 1  | ½  | ½  | 1  | ½  | ½  | 12    |
| 4  | Alexander Tolush            | ½ | ½ | 0 | - | 1 | ½ | 0 | 1 | 1 | ½  | ½  | 0  | 1  | 0  | ½  | 1  | 1  | ½  | 1  | 1  | 11½   |
| 5  | Isaac Boleslavsky           | ½ | 1 | 0 | 0 | - | ½ | ½ | 1 | ½ | 1  | ½  | 0  | 0  | 1  | ½  | ½  | 1  | 1  | 1  | 1  | 11½   |
| 6  | Viktor Korchnoi             | ½ | 0 | ½ | ½ | ½ | - | 0 | 1 | ½ | 0  | 0  | 1  | 1  | ½  | 1  | 0  | 1  | 1  | 1  | 1  | 11    |
| 7  | David Bronstein             | 0 | 0 | ½ | 1 | ½ | 1 | - | ½ | 1 | ½  | ½  | 1  | 1  | ½  | ½  | ½  | ½  | ½  | 0  | ½  | 10½   |
| 8  | Vassily Smyslov             | ½ | ½ | 1 | 0 | 0 | 0 | ½ | - | ½ | 1  | 1  | ½  | 0  | 1  | 1  | ½  | ½  | ½  | ½  | 1  | 10½   |
| 9  | Oleg Moiseev                | 0 | ½ | 1 | 0 | ½ | ½ | 0 | ½ | - | 0  | ½  | ½  | 1  | 1  | ½  | 1  | 1  | ½  | 1  | ½  | 10½   |
| 10 | Alexey Suetin               | 0 | 1 | ½ | ½ | 0 | 1 | ½ | 0 | 1 | -  | 0  | ½  | 1  | ½  | ½  | 0  | 0  | 1  | 1  | ½  | 9½    |
| 11 | Paul Keres                  | 0 | ½ | 0 | ½ | ½ | 1 | ½ | 0 | ½ | 1  | -  | ½  | 0  | ½  | ½  | 1  | 0  | 1  | ½  | 1  | 9½    |
| 12 | Lev Aronin                  | ½ | 0 | ½ | 1 | 1 | 0 | 0 | ½ | ½ | ½  | ½  | -  | ½  | ½  | 0  | 1  | ½  | ½  | ½  | ½  | 9     |
| 13 | Vasily Byvshev              | ½ | 0 | 0 | 0 | 1 | 0 | 0 | 1 | 0 | 0  | 1  | ½  | -  | 0  | 1  | 0  | 1  | 1  | 1  | 1  | 9     |
| 14 | Vladimir Simagin            | ½ | 0 | 0 | 1 | 0 | ½ | ½ | 0 | 0 | ½  | ½  | ½  | 1  | -  | 0  | 1  | ½  | ½  | ½  | 1  | 8½    |
| 15 | Georgi Ilivitzki            | 0 | 0 | 0 | ½ | ½ | 0 | ½ | 0 | ½ | ½  | ½  | 1  | 0  | 1  | -  | 1  | ½  | ½  | 1  | ½  | 8½    |
| 16 | Alexander Konstantinopolsky | 0 | 0 | ½ | 0 | ½ | 1 | ½ | ½ | 0 | 1  | 0  | 0  | 1  | 0  | 0  | -  | 1  | ½  | ½  | ½  | 7½    |
| 17 | Isaac Lipnitsky             | ½ | 0 | ½ | 0 | 0 | 0 | ½ | ½ | 0 | 1  | 1  | ½  | 0  | ½  | ½  | 0  | -  | 1  | ½  | 0  | 7     |
| 18 | Ilya Kan                    | 0 | ½ | 0 | ½ | 0 | 0 | ½ | ½ | ½ | 0  | 0  | ½  | 0  | ½  | ½  | ½  | 0  | -  | 1  | 1  | 6½    |
| 19 | Genrikh Kasparian           | ½ | 0 | ½ | 0 | 0 | 0 | 1 | ½ | 0 | 0  | ½  | ½  | 0  | ½  | 0  | ½  | ½  | 0  | -  | ½  | 5½    |
| 20 | Boris Goldenov              | 0 | 0 | ½ | 0 | 0 | 0 | ½ | 0 | ½ | ½  | 0  | ½  | 0  | 0  | ½  | ½  | 1  | 0  | ½  | -  | 5     |

### Match desempate
| Jogador           | 1 | 2 | 3 | 4 | 5 | 6 | Total |
| ----------------- | - | - | - | - | - | - | ----- |
| Mikhail Botvinnik | 1 | ½ | ½ | 1 | 0 | ½ | 3½    |
| Mark Taimanov     | 0 | ½ | ½ | 0 | 1 | ½ | 2½    |